# 茅坪镇 (洋县)
茅坪镇，是中华人民共和国陕西省汉中市洋县下辖的一个乡镇级行政单位。

## 行政区划
茅坪镇下辖以下地区：
茅坪村、石峡村、黄庄村、东村坝村、西村、洪溪村、长坝村、新华村、全胜村、三联村和九池村。